# Klint bałtycki

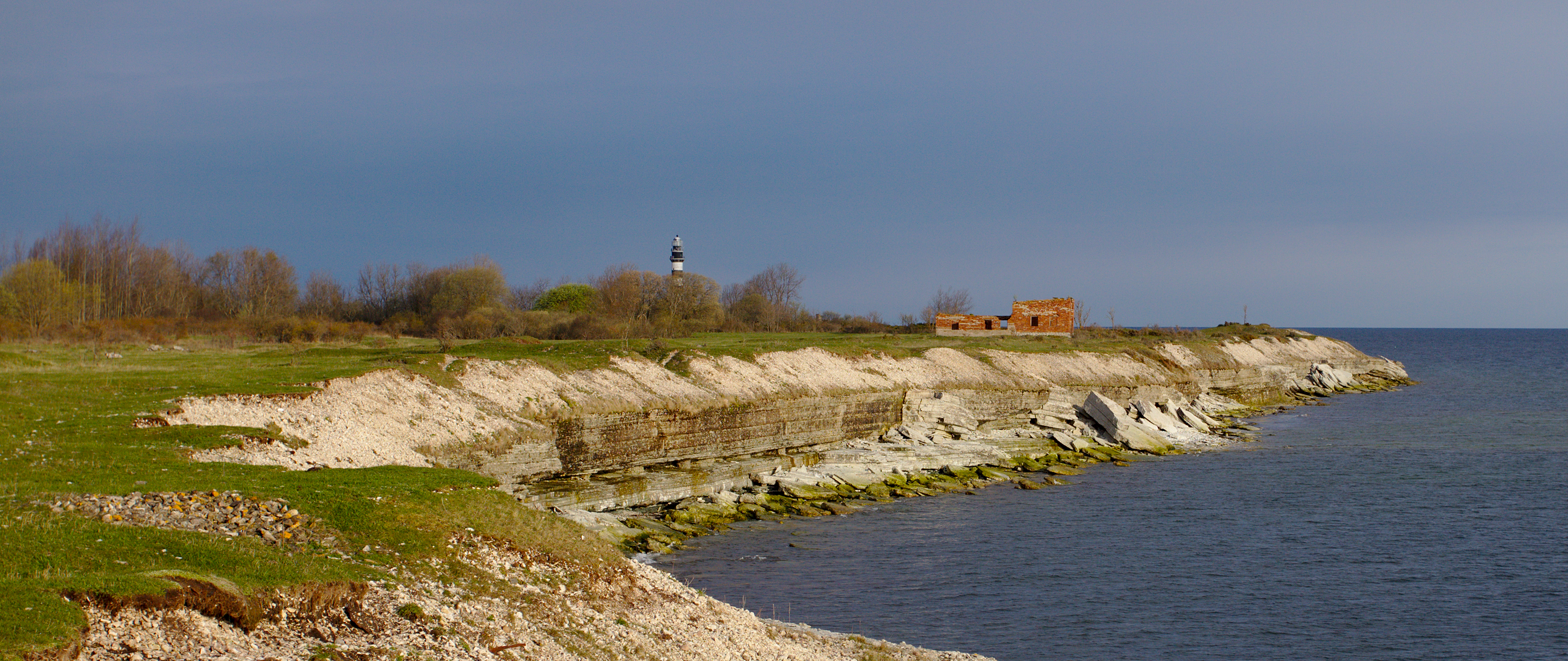
Klint bałtycki, Osmussaar

Klint bałtycki (Clint, Glint) – struktura geologiczno-morfologiczna ciągnąca się od szwedzkiej wyspy Olandii do południowych wybrzeży Jeziora Ładoga, zarówno na lądzie jak i pod powierzchnią Morza Bałtyckiego. W terenie jest widoczna jako skarpa zbudowana z wapieni i piaskowców.

## Geografia
Całkowita długość klintu bałtyckiego to 1600 km. Jego istotną częścią jest klint północnoestoński, ciągnący się wzdłuż północnego wybrzeża Estonii, nad Zatoką Fińską. Jest on stromy, ma wysokość względną do 56 m, miejscami tworzy wybrzeże klifowe. Stanowi część Parku Narodowego Lahemaa, największego w Estonii.
Równolegle do niego, kilkadziesiąt kilometrów dalej na południe przebiega krótszy (~500 km) klint sylurski, podobny próg zbudowany ze skał sylurskich; odsłania się na estońskiej wyspie Sarema i na szwedzkiej Gotlandii.

## Geologia
Klint bałtycki stanowi ważną granicę geograficzną w Europie Północnej. Jest to próg strukturalny platformy wschodnioeuropejskiej, z zachowanym poziomym warstwowaniem skał paleozoicznych i młodszych, nad zdenudowaną powierzchnią prekambryjskich skał tarczy bałtyckiej od północy i północnego zachodu. Zbudowany jest przeważnie z ordowickich wapieni, a miejscami – w dolnych partiach – z kambryjskich piaskowców.
W paleogenie i neogenie przez obszar dzisiejszego Morza Bałtyckiego płynęła wielka rzeka Eridan. Rzeka i jej dopływy erodowały teren, tworząc złożoną sieć kanionów; klint bałtycki ograniczał od południa dolinę rzeczną, leżącą na przedłużeniu dzisiejszej rzeki Newy. Pra-Newa była lewym dopływem Eridanu, dopływała do północnej Gotlandii gdzie łączyła się z tą rzeką. Nie wiadomo jednak dokładnie, którędy przebiegała jej dolina, gdyż późniejsze zlodowacenia epoki plejstocenu w znacznym stopniu zatarły pierwotną rzeźbę. Także na klincie bałtyckim liczne są ślady erozji lodowcowej.